# Volta Ciclista a Catalunya Femenina
Die Volta Ciclista a Catalunya Femenina oder Volta a Catalunya Women ist ein Straßenradrennen im Frauenradsport in Spanien.
Das Etappenrennen wurde zur Saison 2024 neu ins Leben gerufen und ist in die Kategorie 2.1 eingestuft. Zuvor wurde von 2018 bis 2023 in der Region ein Eintagesrennen für Frauen unter dem Namen ReVolta ausgetragen. Die Strecke führt auf profiliertem Kurs in mehreren Teilabschnitten durch die spanische Autonome Gemeinschaft Katalonien im Nordosten von Spanien.

## Palmarès
| Jahr | Siegerin     | Zweite          | Dritte          |
| ---- | ------------ | --------------- | --------------- |
| 2024 | Marianne Vos | Riejanne Markus | Katrine Aalerud |
| 2025 |              |                 |                 |